# Операнд
В мовах програмування та математиці, опера́нд (англ. operand) — аргумент операції; дані, які обробляються командою; граматична конструкція, яка позначає вираз, що задає значення аргументу операції; іноді операндом називають місце або позицію в тексті, де має стояти аргумент операції. В комп'ютерному програмуванні вони зазвичай виражаються як константи або змінні.

## Приклади
Наступний вираз є прикладом операції та операндів:
{\displaystyle 3+6=9.}
У цьому прикладі «{\displaystyle +}» це символ операції яка називається додавання.
Операнд {\displaystyle 3} є одним із вхідних величин з наступним додаванням оператора, а операнд {\displaystyle 6} це інша, необхідна для роботи, вхідна величина.
Результат операції є {\displaystyle 9}. (Число «9» також називається сумою доданків «3» та «6».)

## Операнди в програмуванні
В програмуванні операнд — це об'єкт, над яким виконується операція. Операції можуть бути математичними, такими як множення чи додавання, або вони можуть бути більш досконалими функціями. Основним прикладом операнда є змінна, оголошена в програмі, яка змінює значення через операції.
Завдяки впровадженню об'єктноорієнтованого програмування, основні змінні, що є операндами багатьох комп'ютерних програм, були вкладені з більш детальними властивостями та характеристиками через запрограмовані класи програмування та масиви.

## Позначення

### Вирази як операнди
Операнди можуть бути складними та складатися з виразів, які також містять оператори з операндами.
{\displaystyle (3+5)\times 2}
У наведеному вище прикладі {\displaystyle (3+5)} є першим операндом для оператора множення та {\displaystyle 2} {\displaystyle -} другим. Операнд {\displaystyle (3+5)} є виразом, який містить оператор додавання, котрий має операнди {\displaystyle 3} та {\displaystyle 5}.

### Черговість операцій
Правило старшинства впливає на те, яким буде значення операнда для певного оператора.
{\displaystyle 3+5\times 2}
У наведеному виразі оператор множення має вищий пріоритет ніж оператор додавання, тож оператор множення має {\displaystyle 5} та {\displaystyle 2} як операнди. Оператор додавання має операнди {\displaystyle 3} та {\displaystyle (5\times 2)}.

### Позиціонування операндів
В залежності від положення операндів щодо знака операції розрізняють префіксні (наприклад, {\displaystyle \sin(x)} ({\displaystyle x} — операнд)), інфіксні (наприклад, {\displaystyle a+b} (a, b — операнди)) і постфіксні (наприклад, {\displaystyle x^{3}} ({\displaystyle x} — операнд)) записи операції.
Префіксні та постфіксні поширені в інформатиці.
Нижче наведені приклади трьох різних нотацій. Всі вони представляють операцію додавання чисел «1» та «2».
{\displaystyle 1+2} (інфіксна нотація)
{\displaystyle +} {\displaystyle 1} {\displaystyle 2} (префіксна нотація)
{\displaystyle 1} {\displaystyle 2} {\displaystyle +} (постфіксна нотація)

### Арність
Число операндів оператора називається арністю. Залежно від числа операндів розрізняють одномісні (унарні, або монадичні) операції (наприклад,{\displaystyle -a}); двомісні (бінарні, або діадичні) операції ({\displaystyle a+b}); багатомісні (або поліадичні) операції.